# Neoempheria bradleyi
Neoempheria bradleyi är en tvåvingeart som beskrevs av Edwards 1940. Neoempheria bradleyi ingår i släktet Neoempheria och familjen svampmyggor.
Artens utbredningsområde är Peru. Inga underarter finns listade i Catalogue of Life.